# Marin Mazzie
Marin Joy Mazzie (Rockford, 9 ottobre 1960 – New York, 13 settembre 2018) è stata un'attrice e cantante statunitense, nota soprattutto come interprete di musical a Broadway e nel West End.

## Biografia
Dopo essersi diplomata in canto e recitazione alla Western Michigan University, Marin Mazzie si trasferisce a New York nel 1982 e l'anno successivo debutta come Kitty Verdum in una produzione del musical Where's Charley?. Nel 1985 interpreta Mary Jane Wilkes nella produzione di Broadway del musical Big River (sulle avventure di Huckleberry Finn) ed interpreta Beth nel suo primo musical di Stephen Sondheim, Merrily We Roll Along.
È proprio a Sondheim che si legano i primi passi della carriera di Marin: tornata a Broadway nel 1988 interpreta Raperonzolo in Into the Woods ed è prima sostituta per i ruoli di Cenerentola e della Strega. Nel 1990 ricopre nuovamente il ruolo di Beth in Merilly, questa volta a New York.
Nel 1994 raggiunge il primo successo con il suo terzo musical di Sondheim, Passion: per la sua interpretazione della giovane e solare Clara, Marin è candidata al Tony Award per la miglior attrice non protagonista in un musical. Dopo aver cantato in I Married an Angel, Anyone Can Whistle e Out of This World, Marin torna a Broadway nel 1998 con la produzione originale del Ragtime e per la sua performance viene nominata al Tony Award alla miglior attrice protagonista in un musical.
Il 1999 le porta un altro successo con Kiss Me Kate, a Broadway e a Londra, per cui viene candidata al Tony Award, al Drama Desk e al Laurence Olivier Award alla migliore attrice in un musical. Nel 2002 torna a recitare con Brian Stokes Mitchell, suo coprotagonista in Kate e Ragtime, nel revival di Broadway di Man of La Mancha, in cui interpreta Dulcinea/Aldonza.
I primi anni del nuovo millennio la vedono impegnata in numerosi concerti, come quello di Passion (New York, 2004), On The Twentieth Century (New York, 2005), Kismet (New York, 2006) e Camelot (New York, 2008). Nel 2009 Marin interpreta il Blanche DuBois nella produzione del Massachusetts del dramma di Tennessee Williams Un tram che di chiama Desiderio. Nello stesso anno ritorna a Broadway nel musical premio Pulitzer Next to Normal, in cui sostituisce Alice Ripley nel ruolo di Diana. Nel 2010 recita in un'altra opera di prosa, ENRON, per cui è candidata al Drama League Award.
Nel 2012 interpreta la mamma di Carrie nel musical tratto dal romanzo di Stephen King ed è candidata al Drama Desk Award, al Drama League Award, all'Outer Critics Circle Award e al Lucille Lortel Award per la migliore attrice non protagonista in un musical. Nel 2014 torna a Broadway nei panni della diva Helen Sinclair nella prima produzione del musical ispirato al film di Woody Allen Pallottole su Broadway. Nel settembre 2015, Marin Mazzie ha annunciato ai fan di soffrire di cancro alle ovaie al quarto stadio e di essersi sottoposta a chemioterapia. Dall'aprile al giugno 2016 sostituisce Kelli O'Hara nel ruolo di Anna Leonowens nella produzione del Lincoln Center di The King and I.
Muore a New York il 13 settembre 2018, di cancro. In suo onore tutti i teatri di Broadway hanno spento le loro luci per un minuto il 21 settembre e nel 2019 ha ricevuto uno speciale Tony Award postumo.

### Vita privata
È stata sposata con l'attore Jason Danieley dal 1997 alla sua morte.

## Teatrografia parziale
- Where's Charley?, libretto di George Abbott, colonna sonora di Frank Loesser, regia di Dennis Grimaldi. Master Theatre di New York (1983)
- Oklahoma!, libretto di Oscar Hammerstein II, colonna sonora di Richard Rodgers. Cincinnati Opera House di Cincinnati (1984)
- Doonesbury, libretto di Garry Trudeau, colonna sonora di Elizabeth Swados, regia di Jacques Levy. Tour statunitense (1984)
- Merrily We Roll Along, libretto di George Furth, colonna sonora di Stephen Sondheim, regia di James Lapine. La Jolla Playhouse di La Jolla (1985)
- Big River, libretto di William Hauptman, colonna sonora di Roger Miller, regia di Des McAnuff. Eugene O'Neill Theatre di New York (1985)
- Into the Woods, libretto e regia di James Lapine, colonna sonora di Stephen Sondheim. Martin Beck Theatre di New York (1987)
- Guys and Dolls, libretto di Frank Loesser e Jo Swerling, colonna sonora di Abe Burrows. Denver Center Theatre Company di Denver (1987-1988)
- Riverview: A Melodrama with Music, di John Logan. Goodman Theatre di New York (1988)
- Merrily We Roll Along, libretto di George Furth, colonna sonora di Stephen Sondheim, regia di Douglas C. Wager. Mead Center for American Theater di Washington D.C. (1990)
- And the World Goes 'Round, libretto di Fred Ebb, colonna sonora di John Kander, regia di Scott Ellis, coreografie di Susan Stroman. Westside Theatre di New York (1991)
- South Pacific, libretto di Oscar Hammerstein II e Joshua Logan, colonna sonora di Richard Rodgers, regia e coreografie di Rob Marshall. Benedum Center di Pittsburgh (1993)
- Passion, libretto e regia di James Lapine, colonna sonora di Stephen Sondheim. Plymouth Theatre di New York (1994)
- Out of this World, libretto di Dwight Taylor e Reginald Lawrence, colonna sonora di Cole Porter, regia di Mark Brokaw. New York City Center di New York (1995)
- Anyone Can Whistle, libretto di Arthur Laurents, colonna sonora di Stephen Sondheim, regia di Herbert Ross. Carnegie Hall di New York (1995)
- I Married an Angel, libretto di Richard Rodgers, Lorenz Hart e Joshua Logan, colonna sonora di Richard Rodgers, regia di Albert Harris. Theatre Off Park di New York (1995)
- Andrew Lloyd Webber's Music of the Night, colonna sonora di Andrew Lloyd Webber. Tour statunitense (1995)
- The Trojan Women: A Love Story, di Charles L. Mee, da Euripide, regia di Tina Landau. East River Park Amphitheater di New York (1996)
- Ragtime, libretto di Terrence McNally, versi di Lynn Ahrens, colonna sonora di Stephen Flaherty, regia di Frank Gelati. Ford Center for the Performing Arts di New York (1998)
- Kiss Me, Kate, libretto di Samuel e Bella Spewack, colonna sonora di Cole Porter. Martin Beck Theatre di New York (1999)
- Kiss Me, Kate, libretto di Samuel e Bella Spewack, colonna sonora di Cole Porter. Victoria Palace Theatre di Londra (2001)
- Man of La Mancha, libretto di Dale Wasserman, versi di Joe Darion e colonna sonora di Mitch Leigh, regia di Jonathan Kent. Martin Peck Theatre di New York (2003)
- I monologhi della vagina, di Eve Ensler, regia di Joe Mantello. Westside Theatre di New York (2003)
- 110 in the Shade, libretto di N. Richard Nash, versi di Tom Jones e colonna sonora di Harvey Schmidt, regia di David Lee. Pasadena Community Playhouse di Pasadena (2004)
- Brigadoon, libretto di Alan Jay Lerner, colonna sonora di Frederick Loewe, regia di Stuart Ross. Freud Playhouse di Los Angeles (2004)
- On the Twentieth Century, libretto e parole di Betty Comden e Adolph Green, colonna sonora di Cy Coleman, regia di Peter Flynn. New Amsterdam Theatre di New York (2005)
- Kismet, libretto di Robert Wright e George Forrest, colonna sonora di Aleksandr Porfir'evič Borodin, regia di Lonny Price. New York City Center di New York (2006)
- Monty Python's Spamalot, libretto di Eric Idle, colonna sonora di John Du Prez ed Eric Idle, regia di Mike Nichols. Sam S. Shubert Theatre di New York e Palace Theatre di Londra (2006-2008)
- Camelot, libretto di Alan Jay Lerner e colonna sonora di Frederick Loewe, regia di Lonny Price. Lincoln Center di New York (2008)
- Un tram che si chiama Desiderio, di Tennessee Williams, regia di Julianne Boyd. Barrington Stage di Pittsfield (2009)
- Beautiful Girls, libretto e regia di Lonny Price, colonna sonora di Stephen Sondheim e Jule Styne. Manhattan School of Music di New York (2010)
- Enron, di Lucy Prebble, regia di Rupert Goold. Broadhurst Theatre di New York (2010)
- Next to Normal, libretto di Brian Yorkey, colonna sonora di Tom Kitt, regia di Michael Grief. Booth Theatre di New York (2010-2011)
- Carrie, libretto di Lawrence D. Cohen, parole di Dean Pitchford, colonna sonora di Michael Gore, regia di Stafford Arima. Lucille Lortel Theatre di New York (2012)
- Bullets Over Broadway, libretto di Woody Allen, supervisione musicale di Glen Kelly, regia di Susan Stroman. St James Theatre di New York (2014)
- A Man of No Importance, libretto di Terrence McNally, versi di Lynn Ahrens, colonna sonora di Stephen Flaherty, regia di T. Oliver Reid. Studio 54 di New York (2015)
- Zorba!, libretto di Joseph Stein, parole di Fred Ebb, colonna sonora di John Kander, regia di Walter Bobbie. New York City Center di New York (2015)
- The King and I, libretto di Oscar Hammerstein II, colonna sonora di Richard Rodgers, regia di Bartlett Sher. Lincoln Center di New York (2016)
- White Rabbit Red Rabbit, di Nassim Soleimanpour. Westside Theatre di New York (2016)
- Fire and Air, di Terrence McNally, regia di John Doyle. Classic Stage Company di New York (2018)

## Filmografia

### Televisione
- Visitors - serie TV, 1 episodio (1985)
- Passion - film TV (1996)
- Jake in Progress - serie TV, 1 episodio (2005)
- Una pupa in libreria - serie TV, 1 episodio (2005)
- Still Standing - serie TV, 5 episodi (2003-2006)
- Numb3rs - serie TV, 1 episodio (2006)
- Senza traccia - serie TV, 1 episodio (2006)
- Live from Lincoln Center - serie TV, 1 episodio (2008)
- Nurse Jackie - Terapia d'urto - serie TV, 1 episodio, solo voce (2011)
- The Big C - serie TV, 1 episodio (2013)
- Tenure - film TV (2017)

### Doppiaggio
- Aladdin e il re dei ladri, video, voce cantata, non accreditata, regia di Tad Stones (1996)

## Riconoscimenti
- Drama Desk Award
  - 1998 – Candidatura per la miglior attrice protagonista in un musical per Ragtime
  - 2000 – Candidatura per la miglior attrice protagonista in un musical per Kiss Me, Kate
  - 2012 – Candidatura per la miglior attrice non protagonista in un musical per Carrie
- Drama League Award
  - 1998 – Candidatura per la miglior performance per Ragtime
  - 2000 – Candidatura per la miglior performance per Kiss Me, Kate
  - 2010 – Candidatura per la miglior performance per ENRON
  - 2012 – Candidatura per la miglior performanceper Carrie
- Premio Laurence Olivier
  - 2002 – Candidatura per la migliore attrice in un musical per Kiss Me, Kate
- Outer Critics Circle Award
  - 1998 – Candidatura per la miglior attrice protagonista in un musical per Ragtime
  - 2000 – Miglior attrice protagonista in un musical per Kiss Me, Kate
  - 2012 – Candidatura per la miglior attrice protagonista in un musical per Carrie
  - 2014 – Miglior attrice non protagonista in un musical per Bullets Over Broadway
- Tony Award
  - 1994 – Candidatura per la miglior attrice non protagonista in un musical per Passion
  - 1998 – Candidatura per la miglior attrice protagonista in un musical per Ragtime
  - 2000 – Candidatura per la miglior attrice protagonista in un musical per Kiss Me, Kate
  - 2019 – Premio alla carriera